# Warner Center (Los Ángeles)

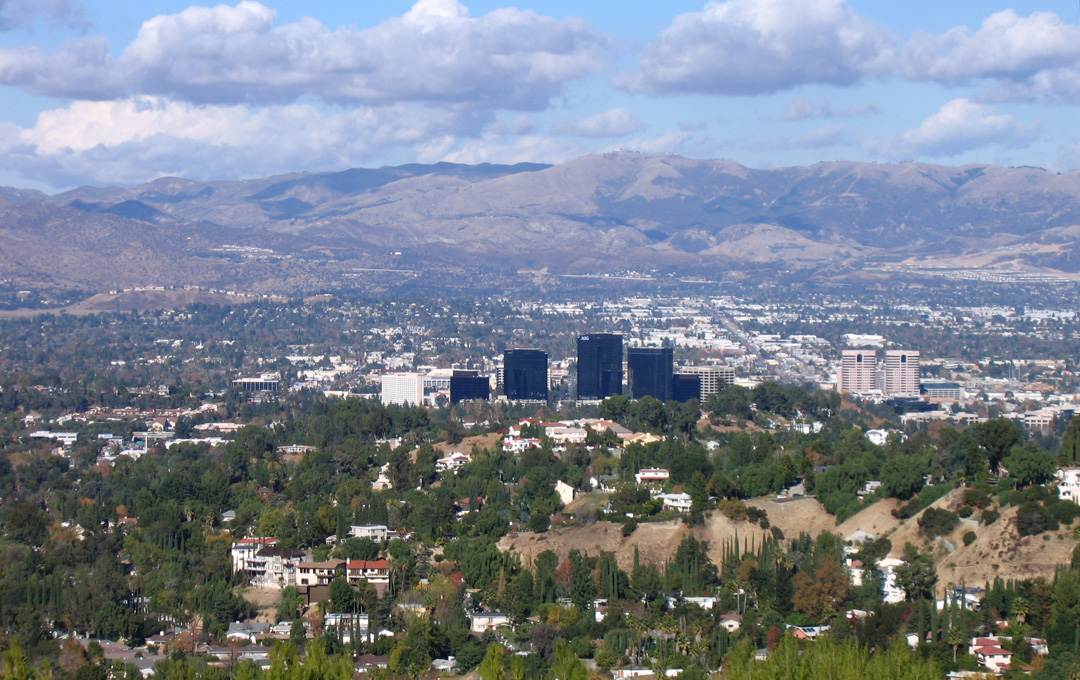
Woodland Hills, California en el fondo, incluyendo a Warner Center.

El Warner Center es un suburbio en el distrito de Woodland Hills de Los Ángeles, California, Estados Unidos. Fue creado para aliviar el tráfico desde o para el Centro de Los Ángeles, además de crear más trabajo en el Valle de San Fernando. Fue ideado en los años 1970 y los trabajos terminaron en los años 1990. 
Warner Center tiene muchos edificios de oficinas de media altura y algunos rascacielos. También hay algunos edificios residenciales e industriales y dos centros comerciales.